# EXTREME BEAUTY
『EXTREME BEAUTY』（エクストリーム・ビューティー）は、1995年2月22日に発売された吉田美奈子通算13作目のスタジオ・アルバム。

## 解説
先行シングル「BEAUTY」とカップリング曲「LIBERTY」のアルバム・ヴァージョンを収録、前作『gazer』以来5年ぶりとなる本作。リリースの間が空いた理由を吉田美奈子は「表に出て先頭に立つことが苦手なんですね。別に、この歳で恥ずかしいもないんですが一番のらないのがおだてにのらないことで。自分の名前がパンフレットやなんかに出てると、おこがましく感じちゃう方ですし。レコードを作ったりするといろいろな方にお会いしなければいけないし、たぶんストレスだと思うんですけど、それが溜まってきて自閉症のようになって…。誰にも会わずに空中に“しーんが見える”くらい静かな状態でいると、少しずつ元気になってくる。その繰り返しなんです」とインタビューで答えている。本作はメジャー会社のMCAビクターからのリリースとなった。吉田は「契約してくれというレコード会社がいらっしゃることは非常にありがたいことなんですけど、去年から数社とお話しして。MCAはまず、声のことからドアを開けようとしてくださったんですね。他社はプロデュースとか作家というアプローチでして。音楽をちゃんとやろうということで、作詞・作曲・プロデュース・歌唱と、優先順位をつけずに仕事をしてたんですが、考え直した時に、歌を一番あとまわしにしてたなと思ったんですね。声は授かったものという気持ちがすごくあるものですから、軽はずみに使ってはいけない、正しい姿勢でいないと歌っていけない決めていたところがあって、歌を最後にしてたかもしれない。でも、歌っていうものは、自分ひとりの呼吸でひとりしか持っていない声質で自分の中から発するものですから、歌うことを優先にしようと決めた時に、そういうアプローチがMCAからあったものですから契約しましょうと」答えている。
あえて考えなかった当たり前のことを再認識する意味で、声がコンセプトの本作。吉田は「楽曲によっていろんな歌い方をしていまして。前のレコードより違いはわかると思うんですが。鋭利なものは鋭利だけど、それを認識するのは聴き手なんだろうという作り方ができた。今までは左手だったら左手ばっかり見えるように左手を誇張するっていう意識で作ってたんですが、今回は全体があって、右手にフォーカスを合わせることもできる。右手の指も全体の自分も見える。そういう作り方ができたんじゃないかな、と。そういうことも含めてやっと音楽をやる許しが出たかな、と思っています」という。さらに、歌に“何かが降りてくるような”感覚があるかとの問いには「ありますよ、歌が降りてくるっていうか自分が上に上がるっていうか。すごく不思議な感覚がありますよ。宗教ではないですから、黒人の教会でのゴスペルなどとは違うでしょうけど。でも、トランス状態じゃ歌は歌えませんから、できるだけ冷静に歌ってますけど、ある瞬間には“触れる”感じはありますね。これがそうかな! とちゃんと認識できるようになったのは、今回が初めてですね。やっとお許しが出たんじゃないかな」とも答えている。
さらに、本作では山下達郎との久々の共演がトピックの一つとなったが「13年ぶりらしいんです。一緒にやるのは、昔、彼のアルバムでコーラスやってましたから。声を出すのに“ジョイ”が欲しかったですから。すれ違いもあったけどたまに彼と会ったりはしてたんです。仕事を一緒にしなかっただけで。別に喧嘩別れしたわけでもなくて別のとこで仕事してただけで。彼もずっとひとりでやってて、私もずーっとひとりでやってて、そろそろ一緒に楽しみましょうということで。男性っていうのはプライドも高いし恥ずかしがり屋だからこっちからちょっと電話して『やってくれる?』って頼んだら、全然問題なく『やるやる』って。満面の笑みでドアを開けて入ってきてくれた。一緒にスタジオをやってみて、正しく音楽をやってる人なんだなって改めて思いました」という。
「LIBERTY」は鈴木雅之への提供曲のセルフカバー。

## アートワーク、パッケージ
アルバムの帯には以下のキャッチコピーが記載されている。

## 収録曲
1. VOICES  –  (2'57")
2. BEAUTY  –  (6'32")
3. MISTIC PARADISE  –  (6'45")
4. COCO  –  (5'04")
5. LIBERTY  –  (4'18")
6. ANGELDUST  –  (6'58")
7. SCENARIO  –  (6'53")
8. STILL MOON  –  (6'41")
9. 精霊の降りる街  –  (6'28")
10. 星の海  –  (4'26")
This song dedicated to my friend, Mr. PATER SATO (1945-1994)

## クレジット
| All songs written by MINAKO YOSHIDA    |
| except #5 lyrics by MINNIE SHADY & AKI |
|                                        |

| Produced & Arranged by MINAKO YOSHIDA |                                |
|                                       | for LA-LA-LOO Productions Inc. |

|                                                               |
| Computer Programmed by KAZUO SHIINA for PENINSULA STUDIO      |
| Strings Arranged by YASUAKI SHIMIZU – #4,7,10 for SATETO Inc. |

| Voices Arranged by TATSURO YAMASHITA – #2  | |
|                                            | for SMILE COMPANY LTD. |
| Additional Musicians:                      | |
|                                            | - YASUHARU NAKANISHI – Piano & Organ – #5,7,9 - AKIRA OKAZAWA – Bass – #4,7,9 - TAKAYUKI HIJIKATA – Guitar – #6 - KAZUO SHIINA – Guitar – #4 - MOTOYA HAMAGUCHI – Conga & Triangle – #2,4 - GAICHI ISHIBASHI – English horn – #10 - YUICHIRO GOTO (Session Leader) – Strings – #4,7,10 - TATSURO YAMASHITA – Voice – #2,5 - (appears courtesy of east west japan inc.) |
| Engineered by TSUNEO TOMONO for 03 PROJECT | |
|                                            | TAMOTSU YOSHIDA for SOUND MAGIC CORPORATION |
| Assistant:                                 | |
|                                            | - TAKESHI HIRATA for PENINSULA STUDIO - RITSUKO BABA for VICTOR AOYAMA STUDIO |
| Recorded at PENINSULA STUDIO, Tokyo &      | |
|                                            | VICTOR AOYAMA STUDIO, Tokyo |

| Mixed by TAMOTSU YOSHIDA                         |
| Mixed at VICTOR AOYAMA STUDIO                    |
| Mastered by MASAO NAKAZATO for ONKIO HAUS STUDIO |
| Assistant: YUKIKO YOSHIDA for ONKIO HAUS STUDIO  |
| Mastered at ONKIO HAUS STUDIO, Tokyo             |

| Management (YOSHIDA): YOSHIMI ISHII                      |                                |
|                                                          | for LA-LA-LOO Productions Inc. |
| Publicity & Promotion: YOSHIRO INOUE for MCA VICTOR Inc. |                                |
| A&R: YUZO TODA for MCA VICTOR Inc.                       |                                |
| General Manager (A&R Domestic Department):               |                                |
|                                                          | JUN USAMI for MCA VICTOR Inc.  |

|                                                        |
| Executive Producer: HIROYUKI IWATA for MCA VICTOR Inc. |
|                                                        |

| Thanx to the following folks: | |
|                               | - YUKIKO, SHINTARO, SEITARO, Mr. & Mrs. HANEDA, - AYA, Dr. WON, URIU, EKOUJYUKU, YAMAMOTO IN-TEN, - Mr. TSURUOKA, Mr. TUKIMITSU, - Mr. OOMORI, Mr. NAGAYAMA, Mr. NAKAI, - Mr. NARUSAWA, TSUTIE, HIGASHIURA, AZUMA, - HASEGAWA-KUN, LISA, HORIUCHI, PATER Family |
| Thanx to the following staff: | |
|                               | - WALK STUDIO, PENINSULA STUDIO, - VICTOR AOYAMA STUDIO, ONKIO HAUS STUDIO, - ON ASSOCIATES MUSIC PUBLISHER Inc., - SOHBI KIKAKU, PAPER DOLL |

|                                                 |
| Special thanks to MOMA & DADA                   |
|                                                 |
| This album dedicated to my cat, MAG (1974-1991) |
| I missing you.                                  |
|                                                 |
| Art Direction & Design : YOHKO HAMADA           |
| Photography: KATSUO HANZAWA                     |
| Hair Design: MIYOSHI NAGAYAMA for PAPER DOLL    |
| Make-up: ISAO YAMADA                            |
| Styling: KIYOKO LAN                             |
| Coordination: TATSUO SATO for MCA VICTOR Inc.   |

## リリース日一覧
| # | 発売日         | リリース                        | 規格   | 品番      | 備考                                                                        |
| - | -------------- | ------------------------------- | ------ | --------- | --------------------------------------------------------------------------- |
| 1 | 1995年2月22日  | MCA VICTOR                      | CD     | MVCD-17   |                                                                             |
| 2 | 2018年6月13日  | UNIVERSAL MUSIC LLC             | CD     | UPCY-9782 | “入手困難盤復活!! 再評価されるニッポンの名作1000”シリーズの一枚。生産限定。 |
| 3 | 2022年11月3日  | USM JAPAN / UNIVERSAL MUSIC LLC | 2LP    | PROT-7207 | 完全限定生産による2枚組、見開きジャケット仕様でのリリース。                 |
| 4 | 2024年10月30日 | USM JAPAN / UNIVERSAL MUSIC LLC | SHM-CD | UPCY-8018 | 2024年最新リマスタリング音源使用。                                          |